# جورج رينولدز (كرة سلة)
جورج رينولدز (بالإنجليزية: George Reynolds)‏ مواليد 23 نوفمبر 1947، هو لاعب كرة سلة أمريكي معتزل. بدأ مسيرته الاحترافية في سنة 1969. تم اختياره من قبل فريق ديترويت بيستونز خلال الدرافت. حمل الرقم 10. يبلغ طوله 6 قدم 4 بوصة (1.9 م). اعتزل اللعب في 1970.

## روابط خارجية
- جورج رينولدز على موقع إن بي أي (الإنجليزية)
- جورج رينولدز على موقع سبورتس رفرنس (الإنجليزية)
- جورج رينولدز على موقع كلية كرة السلة في سبورتس رفرنس.كوم (الإنجليزية)
- جورج رينولدز على موقع ريلجم (الإنجليزية)
- جورج رينولدز على موقع بروبوليرز (الإنجليزية)